# 黑龙江省工商业联合会
黑龙江省工商业联合会，简称黑龙江省工商联，同时称黑龙江省总商会，是中国共产党领导的、黑龙江省工商界组成的统战性、经济性、民间性的人民团体和商会组织。